# 1970-ті у кіно

## Події
- Становлення кіноіндустрії Гонконгу з використанням бойових мистецтв — фільми за участю Брюса Лі, Джекі Чана.

## Серіали
- Коломбо (1971—1978 — 44 серії, 1989—2003 — 25 серій)
- Все в родині (1971-1979) — 4 місце в рейтингу телесеріалів за версією часопису TV Guide
- Військово-польовий госпіталь (1972—1983)
- Даллас (1978—1991)